# Monsenhor Paulo
Monsenhor Paulo è un comune del Brasile nello Stato del Minas Gerais, parte della mesoregione del Sul e Sudoeste de Minas e della microregione di Varginha.